# Eli Upfal
Eli Upfal, né le 29 juillet 1954, est un informaticien théoricien, titulaire de la chaire Rush C. Hawkins d'informatique à l'université Brown.

## Biographie
Il fait ses études à l'université hébraïque de Jérusalem en Israël où il termine le premier cycle en mathématiques et statistiques en 1978, il obtient un M. Sc. en informatique à la Feinberg Graduate School de l'Institut Weizmann en 1980, et obtient son doctorat en informatique à l'université hébraïque en 1983 sous la direction d'Eliahu Shamir.
Upfal est research fellow à l'université de Californie à Berkeley (1983-1984), chercheur postdoctoral 
à l'université Stanford (1984-1985), chercheur à la division de recherche d'IBM à Almaden (1985-1996), chercheur sénior à l'Institut Weizmann (1988-1989), professeur associé (1989-1995) puis titulaire (1995-1997) toujours à l'Institut Weizmann, depuis 1998 professeur d'informatique à l'université Brown.

## Recherche
Upfal a contribué dans divers domaines d'informatique théorique. La plupart de ses travaux portent sur l'algorithmique online et/ou les algorithmes randomisés, les processus stochastiques et l'analyse probabiliste d'algorithmes déterministes. Des applications particulières incluent les réseaux de routage et de communication, la biologie numérique  et la computational finance (en). Il travaille aussi sur les modèles stochastiques pour les agents Web et l'environnement Web. L'objectif du groupe qu'il anime est de développer un cadre théorique pour la conception et l'analyse d'agents Web et de systèmes d'agents basés sur des modèles mathématiques de leur environnement.

## Distinctions
Il a remporté plusieurs prix, dont le « IBM Outstanding Innovation Award » en 1986 et le « Levenson Prize in Mathematical Sciences » en 1994, et le « Best Paper Award », RECOMB 2013. En 2002, Eli Upfal devient membre de l'Institute of Electrical and Electronics Engineers et en 2005, il est élu membre de l'Association for Computing Machinery. Il a reçu, avec Yossi Azar, Andrei Broder, Anna Karlin et Michael Mitzenmacher, le prix ACM Paris Kanellakis 2020.

## Publications
Upfal, en plus de ses publications scientifiques , détient également plusieurs des brevets. Upfal est co-auteur du livre : 
- Michael Mitzenmacher et Eli Upfal, Probability and Computing: Randomized Algorithms and Probabilistic Analysis, Cambridge: Cambridge University Press, 2005, xvi+ 352 (ISBN 978-0-521-83540-4).

Une deuxième édition est parue sous le titre : 
- Michael Mitzenmacher et Eli Upfal, Probability and computing. Randomization and probabilistic techniques in algorithms and data analysis : 2nd expanded edition, 2017, xx + 467 (ISBN 978-1-107-15488-9, zbMATH 1368.60002).